# Kramerolidia serrata
Kramerolidia serrata är en insektsart som beskrevs av Nielson 1982. Kramerolidia serrata ingår i släktet Kramerolidia och familjen dvärgstritar. Inga underarter finns listade i Catalogue of Life.